# Zoran Krušvar
Zoran Krušvar (Rijeka, 9. travnja 1977.), hrvatski književnik i novinar. 

## Životopis
Rođen je 9. travnja 1977. u Rijeci. Završio je studij psihologije u Rijeci, te pohađa poslijediplomski specijalistički studij iz marketing menadžmenta, također u Rijeci.
Od 2010. do danas (2012.) radi kao novinar portala www.mojarijeka.hr, gdje pokriva teme iz kulture. Surađuje s Gradskom knjižnicom Rijeka na poslovima održavanja odnosa s javnošću te kao organizator i voditelj kulturnih projekata. 

## Književni rad
Pred kraj studija prvi put objavljuje svoje literarne radove u studentskom časopisu “Re”. Nakon toga objavljuje u raznim medijima, a 2004. izašla mu je i samostalna zbirka priča “Najbolji na svijetu”.
Godine 2006. njegova priča "Tko s Đavolom tikve sadi..." uvrštena je u antologiju "Ad Astra", antologiju hrvatske znanstvenofantastične novele 1976. – 2006. 
Roman "Izvršitelji nauma Gospodnjeg"  objavljuje 2007. godine, kojeg prati i multimedijalni projekt. Roman i projekt odmah su postali jedinstveni primjeri u hrvatskoj književnosti, pokrenuvši čitav niz čitatelja da sami stvaraju likovne, literarne, glazbene i video radove koji se nadovezuju na sadržaj romana. Amaterska skupina iz Maribora postavila je i dvadesetminutnu predstavu čija se snimka (titlovana na hrvatski) može vidjeti na službenim internetskim stranicama romana.
Kontroverzni roman za djecu "Zvijeri plišane" koji izaziva veliku pažnju javnosti te reakcije javnih osoba i istaknutih hrvatskih političara objavljuje 2008. Polemiku je izazvalo tematiziranje homoseksualnosti i transrodnosti u dječjoj literaturi.
Godine 2010. objavljuje eksperimentalni roman "Kamov se vraća kući".
Edukativni roman za djecu "Poduzmi nešto", naručen od strane Odjela za poduzetništvo grada Rijeke objavljuje 2011.
Godine 2011. objavljuje zbirku priča "Zaljubljeni duhovi".
Njegova djela prevođena su na rumunjski, poljski i francuski.
Od 2008. godine u suradnji s Gradskom knjižnicom Rijeka i Udrugom mladih Akcija, organizira i vodi literarnu radionicu za djecu i mlade "Laboratorij fantastike". U sklopu tog projekta uredio je dvije zbirke kratkih priča polaznika radionice.
Uredio je i zbirku priča raznih autora "Kamovo novo ruho", koja tematizira Janka Polića Kamova.
Član je Hrvatskog društva pisaca, te riječkog ogranka Društva hrvatskih književnika.

## Nagrade i priznanja
Osvojio je neke nagrade i priznanja, među kojima četiri nagrade "Sfera" i jednu nagradu "Artefakt".
Roman "Izvršitelji nauma Gospodnjeg" zauzeo je, u konkurenciji domaćih i stranih naslova, prvo mjesto na ljestvici top 10 fantastičnih/ZF knjiga objavljenih u Hrvatskoj 2007., po izboru portala "Fantasy Hrvatska".

## Vanjske poveznice

### Sestrinski projekti
|  | Zajednički poslužitelj ima stranicu o temi Zoran Krušvar    |
|  | Zajednički poslužitelj ima još gradiva o temi Zoran Krušvar |

### Mrežna sjedišta
- http://izvrsitelji.com/
- http://nosf.net/zvijeri/